# Константин Гамсахурдия
Константин Гамсахурдия (на грузински: კონსტანტინე გამსახურდია) е грузински преводач, поет и писател на произведения в жанра оциална драма, исторически роман и лирика, академик на Грузинската академия на науките. Баща е на първия демократично избран президент на Грузия – Звиад Гамсахурдия.

## Биография и творчество
Константин Симонович Гамсахурдия е роден на 15 май 1893 г. в село Абаша (сега Дзвели Абаша/Стара Абаша), област Мегрелия-Горна Сванетия, Кутаиска губерния, Руска империя, в дребното дворянско семейство на Симон Гамсахурдия и Елизабет Топуридзе. Той е деветото, най-малко дете на семейството. Завършва Грузинската дворянска гимназия в Кутаиси през 1911 г., след което следва в Санкт Петербург.
После учи в университетите в Германия – в Кьонигсберг, Лайпциг, Мюнхен и Берлин. През пролетта на 1913 г. е принуден да се върне временно в родината си. Получава индустриалната стипендия и в периода октомври 1913 – март 1914 г. учи в Историко-филологическия факултет на Московския университет. През лятото на 1914 г. продължава обучението си в Германия като свободен слушател. По това време, под влиянието на немския експресионизъм и френския символизъм, започва активна творческа дейност като негови стихове, писма и преводи са публикувани в грузинската преса, и сътрудничи на немски периодични издания. Докато учи в Мюнхенския университет се среща със сприятелява с писателя Томас Ман. През 1914 г., поради избухването на Първата световна война е арестуван и въдворен в лагера „Траунщайн“ в Бавария, където прекарва близо година. Освободен е с помощта на Томас Ман и му е разрешено да учи отново в Германия.
През 1916 г. следва в Берлинския университет, но в края на годината се връща в Грузия и започва активно да се занимава с литературна и политическа дейност. Започва работа в редакцията на вестник „Народно дело“, а през 1918 г. издава списание „Прометей“, около който се събират видни представители на грузинската литература и наука. Става един от учредителите на Съюза на писателите на Грузия. В Германия публикува две книги на немски език: „Кавказ и световната война“ (Ваймар, 1916) и „Ориенталската политика на Англия и Русия“ (Берлин, 1917).
През септември 1918 г. отива отново в Германия, където следва и редовно пише за германската преса за Грузия и Кавказ. Участва в организирането и работата на създадения в Европа „Комитет за освобождение на Грузия“. След обявяването на независимостта на Грузия става аташе в посолството на Грузия в Берлин, отговарящ за репатрирането на грузински пленници от Първата световна война (около 3000 души) и настаняването на грузински студенти в германски университети.
През 1919 г. завършва Берлинския университет с докторска степен по философия с дисертация на тема „Грузинският крал Ерекле II“. През 1920 г. се връща в родината си и се занимава както с литературна, така и с обществено-политическа дейност. Гамсахурдия посрещна враждебно болшевишкото превземане на Грузия през 1921 г. За кратко време ръководи „академична група“ от писатели, които поставят художествените ценности над политическата коректност. Публикува своите статии, напук на нарастващия идеологически натиск, и ръководи мирен протестен митинг по случай годишнината от насилствената съветизация на Грузия през 1922 г. Той редактира базираните в Тбилиси литературни списания: през 1922 г. издава списание „Ломис“, през 1922 – 1923 г. списание „Илион“, а през 1923 г. – „Грузинска камбанария“ и „Грузинско слово“. През 1923 г. пътува до Париж за няколко месеца и изнася лекции в Сорбоната. След завръщането си в Грузия започва работа в университета в Тбилиси, където продължава редакторската и издателска дейност. През 1924 г., след неуспешното августовско антисъветско въстание, правителството го изключва от университета, затваряйки ръководените от нето списания, а той е арестуван за известно време.
През 1925 г. е издаден първият му и един от най-впечатляващите му романи – „Усмивката на Дионис“ (დიონისოს ღიმილი), който пише в продължение на осем години. Той представя историята на млад грузински интелектуалец в Париж, който е откъснат от родното си общество и остава напълно непознат в града на своите идеали. Романът не е харесан от съветските идеолози, които го подозират в декадентски уклон.
На Първия конгрес на грузинските писатели през 1926 г. произнася реч, с която протестира срещу политиката на съветското правителство. През същата година е арестуван отново, обвинен е в „шпионаж“ и е осъден на 10 години заточение в трудов лагер на Соловецките острови. През декември 1927 г. е освободен поради заболяване и му е разрешено да се върне в родината си като запази мълчание. В следващите години се занимава с преводи на Данте и Гьоте. В същото време пише биографичен роман за Гьоте „Страници от живота на Гьоте“ (გოეთეს ცხოვრების რომანი) издаден през 1930 г., който инициира развитието на темата за съдбата на художника в тоталитарно общество.
През 30-те години писателят получава защита от страна на Лаврентий Берия и успява да възобнови писателската си кариера с опит за „социалистическия“ роман „Открадване на луната“ („მთვარის მოტაცება) от 1935 – 1936 г., който е история за любовта и колективизацията в Абхазия. Романът е екранизиран през 1973 г. в съветския филм „Похищение луны“. Той е последван от психологическата новела „Хогай Миндия“ (ხოგაის მინდია). Арестуван е за кратко заради връзка с младата директорка на Държавното издателство, осъдената за троцкизъм Лида Гасвиани, но е освободен от Берия.
Гамсахурдия оцелява след чистките на Йосиф Сталин, които унищожават голяма част от грузинското литературно общество, но решително отказва да изобличи други колеги. В разгара на сталинисткия терор се насочва към предпочитания от него жанр историческа и патриотична проза като пише големия епос „Дясната ръка на великия майстор“ (დიდოსტატის კონსტანტინეს მარჯვენა) издаден през 1939 г. Историята се основава частично на легендарната история за ремонта на катедралата „Светичовели“ в Кралство Грузия през 1010-те години от младия архитект Константин Арсакидзе, от когото цар Георгий I поръчва катедралата, но Арсакидзе става съперник на царя в любовта към красивата Шорена, дъщеря на непокорен благородник. Сред военни действия, религиозни сблъсъци и храброст в битка, болести и бунтове, се сблъскват човешки страсти, между незаконна любов и дълг, които завършват с екзекуцията на Арсакидзе по заповед на царя. Разказът е фино алегорично послание и в лицето на Арсакидзе могат да бъдат разпознати репресираните културни дейци от епохата на Сталин. Романът е екранизиран през 1969 г. в съветския филм „Десница великого мастера“.
През 1944 г. е избран за член на Грузинската академия на науките.
Основните произведения на Гамсахурдия след Втората световна война са: „Цъфтежът на лозата“ (ვაზის ყვავილობა) от 1956 г., който представя грузинско село малко преди войната, в който колхозното селячество от 30-те и 40-те години на 20-ти век преврща безплодните земи на Гвелети в лозя; и монументалния роман „Давид Строителя“ (დავით აღმაშენებელი), който е тетралогия за почитания цар Давид IV Строителя. „Давид Строителя“ е удостоен с държавната награда „Шота Руставели“ за тетралогия. Той е автор и на литературна критика на грузински и чуждестранни автори. През 1963 г. са публикувани мемоарите му „Флирт с призраци“ (ლანდებთან ლაციცი).
Константин Гамсахурдия умира на 17 юли 1975 г. в Тбилиси. Погребан е в двора на къщата си, наречена от него „Колхийската кула“, като приживе отказва да бъде погребан в пантеона „Мтацминда“, защото там са погребани комунистически дейци.
През 1987 г. родната му къща в село Абаша е направена на музей, в който са изложени фотокопия на ръкописите на писателя и снимки, изобразяващи живота и творчеството му. От 5 март 2008 г. личният му архив се съхранява в Грузинския национален център за ръкописи.

## Произведения
частично представяне

### Самостоятелни романи
- დიონისოს ღიმილი (1925)[1][2][3][4]
- გოეთეს ცხოვრების რომანი (1930)
- მთვარის მოტაცება (1935 – 1936)
- ევროპა გალიაში (1937, незавършен)
- ბელადი (1938 – 1939, незавършен)
- დიდოსტატის კონსტანტინეს მარჯვენა (1939)
- დავით აღმაშენებელი – трилогия (1946 – 1958, публикуван през 1962) – награда „Шота Руставели“
- ვაზის ყვავილობა (1956)
- ლანდებთან ლაციცი (1963) – мемоари

### Преводи (на грузински език)
- „Божествена комедия“ от Данте Алигиери
- „Страданията на младия Вертер“ от Йохан Волфганг фон Гьоте
- „На Западния фронт нищо ново“ на Ерих Мария Ремарк, и др.

### Екранизации
- 1969 Десница великого мастера
- 1973 Похищение луны